# Allerton (Iowa)
Allerton és una població dels Estats Units a l'estat d'Iowa. Segons el cens del 2000 tenia 559 habitants.

## Demografia
Segons el cens del 2000, Allerton tenia 559 habitants, 231 habitatges, i 155 famílies. La densitat de població era de 189,3 habitants per km².
Dels 231 habitatges en un 34,6% hi vivien nens de menys de 18 anys, en un 51,9% hi vivien parelles casades, en un 12,1% dones solteres, i en un 32,5% no eren unitats familiars. En el 30,7% dels habitatges hi vivien persones soles el 17,3% de les quals corresponia a persones de 65 anys o més que vivien soles. El nombre mitjà de persones vivint en cada habitatge era de 2,42 i el nombre mitjà de persones que vivien en cada família era de 2,99.
Per edats la població es repartia de la següent manera: un 27,5% tenia menys de 18 anys, un 5,9% entre 18 i 24, un 26,8% entre 25 i 44, un 23,3% de 45 a 60 i un 16,5% 65 anys o més.
L'edat mediana era de 38 anys. Per cada 100 dones de 18 o més anys hi havia 91,9 homes.
La renda mediana per habitatge era de 28.929 $ i la renda mediana per família de 35.000 $. Els homes tenien una renda mediana de 23.854 $ mentre que les dones 17.614 $. La renda per capita de la població era de 12.218 $. Entorn del 17,6% de les famílies i el 18,5% de la població estaven per davall del llindar de pobresa.

## Poblacions més properes
El següent diagrama mostra les poblacions més properes.